# Best Of (álbum de Creedence Clearwater Revival)
Best Of es un álbum recopilatorio de la banda estadounidense Creedence Clearwater Revival publicado en 2008. Al igual que previas compilaciones, Best Of contiene veinticuatro éxitos del grupo, con canciones que representan todos los álbumes de estudio del grupo, desde su álbum epónimo hasta Mardi Gras.
Best Of fue editado en dos versiones: una versión estándar con veinticuatro canciones, y un doble disco con un CD adicional que incluye el concierto ofrecido por la Creedence en el Oakland Coliseum el 31 de enero de 1970, previamente publicado en 1980 como The Concert.

## Lista de canciones
Todos los temas compuestos por John Fogerty excepto donde se anota.

### Disco uno
1. "Bad Moon Rising"
2. "Proud Mary"
3. "Travelin' Band"
4. "Have You Ever Seen the Rain?"
5. "Green River"
6. "Down on the Corner"
7. "Lodi"
8. "Fortunate Son"
9. "Lookin' Out My Back Door"
10. "Run Through the Jungle"
11. "Susie Q" (Eleanor Broadwater/Dale Hawkins/Stanley Lewis)
12. "Sweet Hitch-Hiker"
13. "It Came Out of the Sky"
14. "Who'll Stop the Rain"
15. "I Hear It Through the Grapevine"
16. "Hey Tonight"
17. "Cotton Fields" (Leadbelly)
18. "Long As I Can See the Light"
19. "Molina"
20. "Hello Mary Lou"
21. "The Midnight Special" (Traditional)
22. "Up Around the Bend"

### Disco dos
1. "Born on the Bayou" – 5:14
2. "Green River" – 3:00
3. "Tombstone Shadow" – 4:05
4. "Don't Look Now" – 2:05
5. "Travelin' Band" – 2:18
6. "Who'll Stop the Rain" – 2:31
7. "Bad Moon Rising" 2:16
8. "Proud Mary" – 3:09
9. "Fortunate Son" – 2:22
10. "Commotion" – 2:36
11. "Midnight Special" – 3:48
12. "Night Time is the Right Time" – 3:29
13. "Down on the Corner" – 2:44
14. "Keep on Chooglin'" – 9:09

## Personal
- Doug Clifford: batería y percusión
- Stu Cook: bajo
- John Fogerty: guitarra, armónica, piano, saxofón y voz
- Tom Fogerty: guitarra rítmica y coros